# 美国原住民遗产日
美国原住民遗产日是美国的一個民间节日，定於感恩节的第二天。2008年，美國国会通过一项法律，将感恩节后的星期五定为美国原住民国家遗产日。 不過當天也是黑色星期五，这引起了一些人的不滿，一些人表示將黑色星期五定為美國原住民遺產日是對原住民的不尊重。